# Diaphorus gredleri
Diaphorus gredleri är en tvåvingeart som beskrevs av Josef Mik 1881. Diaphorus gredleri ingår i släktet Diaphorus och familjen styltflugor. Inga underarter finns listade i Catalogue of Life.